# Nati nel 1983/Ottobre
| Questa pagina contiene informazioni ricavate automaticamente dalle voci biografiche con l'ausilio del template Bio e di un bot. L'aggiornamento è periodico e automatico e ricostruisce completamente la pagina. Se manca una persona in questa lista, sei pregato di non aggiungerla, ma accertati piuttosto che la sua voce biografica contenga il template Bio e che i dati anagrafici siano correttamente compilati. Se il template Bio manca, inseriscilo tu stesso o, in alternativa, metti l'avviso {{tmp\|Bio}} che ne segnala la mancanza. Se i dati riportati sono sbagliati, correggi direttamente la voce biografica; le modifiche saranno visibili in questa lista entro pochi giorni. Per chiarimenti vedi il progetto biografie. La lista contiene solo le 384 persone che sono citate nell'enciclopedia e per le quali è stato implementato correttamente il template Bio. Pagina aggiornata al 18 ago 2025. |

- 1º ottobre - Mohamed Abdelwahab, calciatore egiziano († 2006)
- 1º ottobre - Koray Arslan, ex calciatore turco
- 1º ottobre - Lolita Chammah, attrice francese
- 1º ottobre - Roxie Cotton, wrestler statunitense
- 1º ottobre - Anna Drijver, attrice e modella olandese
- 1º ottobre - Robbie E, wrestler statunitense
- 1º ottobre - Eliseu, ex calciatore portoghese
- 1º ottobre - Ibrahim Juma, ex calciatore ugandese
- 1º ottobre - Marina Katić, pallavolista croata
- 1º ottobre - Ryan LaFlare, artista marziale misto statunitense
- 1º ottobre - Paolo Parentela, politico italiano
- 1º ottobre - Benjamin Rondeau, canottiere francese
- 1º ottobre - Omer Abdelqader Salem, ex cestista qatariota
- 1º ottobre - Eric Shanteau, ex nuotatore statunitense
- 1º ottobre - Bas Verwijlen, schermidore olandese
- 1º ottobre - Alexander Victor, calciatore samoano americano
- 1º ottobre - Mirko Vučinić, ex calciatore montenegrino
- 1º ottobre - Selvin Young, giocatore di football americano statunitense
- 2 ottobre - Prakash Amritraj, ex tennista indiano
- 2 ottobre - Miho Fukumoto, calciatrice giapponese
- 2 ottobre - Hwang Bo-ra, attrice sudcoreana
- 2 ottobre - Jordan Jurukov, ex calciatore bulgaro
- 2 ottobre - Michael Kipyego, ex mezzofondista, siepista e maratoneta keniota
- 2 ottobre - Maherzia Ksouri, ex cestista tunisina
- 2 ottobre - Srđan Lakić, ex calciatore croato
- 2 ottobre - Stephen Markley, scrittore e giornalista statunitense
- 2 ottobre - Lucas Preti, arrampicatore e regista italiano
- 3 ottobre - Thiago Alves, artista marziale misto brasiliano
- 3 ottobre - Nikola Ćesarević, ex calciatore serbo
- 3 ottobre - Tyler Christopher, ex velocista canadese
- 3 ottobre - Fred, ex calciatore brasiliano
- 3 ottobre - Gábor Hatos, lottatore ungherese
- 3 ottobre - Meghan Heffern, attrice canadese
- 3 ottobre - Kim Jae-sung, ex calciatore sudcoreano
- 3 ottobre - Naoya Kondō, ex calciatore giapponese
- 3 ottobre - Yvonne Meusburger, ex tennista austriaca
- 3 ottobre - Tor Erik Moen, ex calciatore norvegese
- 3 ottobre - Dean Morgan, calciatore montserratiano
- 3 ottobre - Carlos Ortiz, ex giocatore di calcio a 5 spagnolo
- 3 ottobre - Andreas Papathanasiou, calciatore cipriota
- 3 ottobre - Barbora Poláková, attrice e cantante ceca
- 3 ottobre - Federico Sossi, rugbista a 15 italiano
- 3 ottobre - José María Sánchez Martínez, arbitro di calcio spagnolo
- 3 ottobre - Tessa Thompson, attrice, cantante e compositrice statunitense
- 4 ottobre - Michael Barrantes, calciatore e ex giocatore di calcio a 5 costaricano
- 4 ottobre - Gevorg Davtian, sollevatore armeno
- 4 ottobre - Vicky Krieps, attrice lussemburghese
- 4 ottobre - Fernando López Miras, politico e avvocato spagnolo
- 4 ottobre - Ai Maeda, attrice e cantante giapponese
- 4 ottobre - Maksim Mokrousov, bobbista russo
- 4 ottobre - Marios Nikolaou, ex calciatore cipriota
- 4 ottobre - Sinn Sage, attrice pornografica statunitense
- 4 ottobre - Kurt Suzuki, giocatore di baseball statunitense
- 4 ottobre - Tatsuya Ueda, cantautore, attore e conduttore televisivo giapponese
- 4 ottobre - Tatsunori Yamagata, ex calciatore giapponese
- 4 ottobre - Éamon Zayed, ex calciatore irlandese
- 5 ottobre - Mosab Balhous, allenatore di calcio e ex calciatore siriano
- 5 ottobre - Xavier Chen, ex calciatore belga
- 5 ottobre - Jesse Eisenberg, attore statunitense
- 5 ottobre - Hamid Ezzine, atleta marocchino
- 5 ottobre - Nicky Hilton, modella, stilista e imprenditrice statunitense
- 5 ottobre - Jádson, ex calciatore brasiliano
- 5 ottobre - Florian Mayer, ex tennista tedesco
- 5 ottobre - Anthony Mendy, giocatore di beach soccer francese
- 5 ottobre - Corine Petit, ex calciatrice francese
- 5 ottobre - Noah Segan, attore statunitense
- 5 ottobre - Juan Manuel Vargas, ex calciatore peruviano
- 5 ottobre - Matias Vegnaduzzo, ex calciatore argentino
- 5 ottobre - Burak Özdemir, compositore, fagottista e coreografo tedesco
- 6 ottobre - Greta Gysin, politica svizzera
- 6 ottobre - Hrvoje Kurtović, allenatore di calcio e ex calciatore croato
- 6 ottobre - David Limberský, calciatore ceco
- 6 ottobre - Sidi Ould Achour, ex calciatore mauritano
- 6 ottobre - Asier Riesgo, ex calciatore spagnolo
- 6 ottobre - Takuya Sugi, wrestler giapponese
- 6 ottobre - Benjamin Thompson, giocatore di football americano e militare statunitense
- 6 ottobre - Sunette Viljoen, giavellottista sudafricana
- 6 ottobre - Renata Voráčová, tennista ceca
- 7 ottobre - Aleksandar Davidov, calciatore serbo
- 7 ottobre - Flying Lotus, musicista, rapper e regista statunitense
- 7 ottobre - Leonel Guevara, calciatore salvadoregno
- 7 ottobre - Daniel López Menéndez, ex calciatore spagnolo
- 7 ottobre - Robert Markuš, scacchista serbo
- 7 ottobre - Aaron Parks, pianista e compositore statunitense
- 7 ottobre - Moses Sonko, ex cestista gambiano
- 7 ottobre - Tarantini, allenatore di calcio e ex calciatore portoghese
- 7 ottobre - Francesca Tosto, calciatrice italiana
- 7 ottobre - Maksim Tran'kov, pattinatore artistico su ghiaccio russo
- 7 ottobre - Merouane Zemmama, calciatore marocchino
- 8 ottobre - Mario Cassano, ex calciatore italiano
- 8 ottobre - Eduardo Ferreira, ex calciatore brasiliano
- 8 ottobre - Michael Fraser, ex calciatore scozzese
- 8 ottobre - Oleksandra Matvijčuk, avvocata ucraina
- 8 ottobre - Travis Pastrana, pilota motociclistico statunitense
- 8 ottobre - Anna Pollatou, ginnasta greca († 2014)
- 8 ottobre - Daimí Ramírez, pallavolista cubana
- 8 ottobre - Dmytro Razumkov, politico ucraino
- 8 ottobre - Ingrid Marie Rivera, modella portoricana
- 8 ottobre - Rəşad Əbülfəz Sadıqov, ex calciatore azero
- 8 ottobre - Jochen Schöps, pallavolista tedesco
- 8 ottobre - Gamze Topuz, attrice turca
- 9 ottobre - Gethin Anthony, attore britannico
- 9 ottobre - Moataz Eno, ex calciatore egiziano
- 9 ottobre - Stephen Gionta, ex hockeista su ghiaccio statunitense
- 9 ottobre - Spencer Grammer, attrice e doppiatrice statunitense
- 9 ottobre - Jang Mi-ran, sollevatrice sudcoreana
- 9 ottobre - Tat'jana Lysenko, martellista russa
- 9 ottobre - Ángel Martínez Rotela, ex calciatore paraguaiano
- 9 ottobre - Troy Nathan, rugbista a 15 e allenatore di rugby a 15 neozelandese
- 9 ottobre - Ibrahim El Hadji Touré, ex calciatore senegalese
- 9 ottobre - Zeng Jinyan, attivista cinese
- 9 ottobre - Andreas Zuber, pilota automobilistico austriaco
- 10 ottobre - Iqboljon Akramov, ex calciatore uzbeko
- 10 ottobre - Roberta Antignozzi, allenatrice di calcio e ex calciatrice italiana
- 10 ottobre - Julieta Brodsky, antropologa e politica cilena
- 10 ottobre - Gaston Essengué, cestista camerunese
- 10 ottobre - Jack Savoretti, cantautore britannico
- 10 ottobre - Juan Pedro Gutiérrez, ex cestista argentino
- 10 ottobre - David Monds, ex cestista statunitense
- 10 ottobre - Mouritala Ogunbiyi, ex calciatore beninese
- 10 ottobre - Emma Ruth Rundle, cantautrice e chitarrista statunitense
- 10 ottobre - Nikos Spyropoulos, ex calciatore greco
- 10 ottobre - Tolga Zengin, ex calciatore turco
- 10 ottobre - Nicolás Torres, ex calciatore argentino
- 10 ottobre - Jelle Van Damme, ex calciatore belga
- 10 ottobre - Wanting Qu, cantante cinese
- 10 ottobre - Sherab Zam, ex arciera bhutanese
- 10 ottobre - Davit Zirakašvili, ex rugbista a 15 georgiano
- 11 ottobre - Jennifer Luv, ex attrice pornografica peruviana
- 11 ottobre - Vivian Cheruiyot, mezzofondista e maratoneta keniota
- 11 ottobre - Dyron Daal, ex calciatore olandese
- 11 ottobre - Denis Grebeškov, hockeista su ghiaccio russo
- 11 ottobre - Bradley James, attore britannico
- 11 ottobre - Ľubomíra Kurhajcová, ex tennista slovacca
- 11 ottobre - Marcel Novick, ex calciatore uruguaiano
- 11 ottobre - Luciano Onetti, regista cinematografico, musicista e compositore argentino
- 11 ottobre - Ruslan Ponomarëv, scacchista ucraino
- 11 ottobre - Hadi Özdemir, cestista turco
- 12 ottobre - Alex Brosque, ex calciatore australiano
- 12 ottobre - Antoine Buron, ex calciatore francese
- 12 ottobre - Gastón Fernández, ex calciatore argentino
- 12 ottobre - Annick Obonsawin, doppiatrice canadese
- 12 ottobre - Katie Piper, conduttrice televisiva, scrittrice e attivista britannica
- 12 ottobre - Nolan Reimold, ex giocatore di baseball statunitense
- 12 ottobre - Soslan Tigiev, lottatore uzbeko
- 12 ottobre - Marianna Tricarico, ex schermitrice italiana
- 12 ottobre - Wang Song, calciatore cinese
- 12 ottobre - Zé Kalanga, calciatore angolano
- 13 ottobre - Natalie Darwitz, ex hockeista su ghiaccio statunitense
- 13 ottobre - Marcus Delpizzo, giocatore di calcio a 5 brasiliano
- 13 ottobre - Gonzalo García García, allenatore di calcio e ex calciatore uruguaiano
- 13 ottobre - Kim Min-jae, ex sollevatore sudcoreano
- 13 ottobre - Serge Lofo, calciatore della Repubblica Democratica del Congo
- 13 ottobre - Tautvydas Lydeka, ex cestista lituano
- 13 ottobre - Yuka Miyazaki, ex calciatrice giapponese
- 13 ottobre - Mike Rockenfeller, pilota automobilistico tedesco
- 13 ottobre - Vahe T'adewosyan, ex calciatore armeno
- 13 ottobre - Kamerion Wimbley, giocatore di football americano statunitense
- 13 ottobre - Katia Winter, attrice svedese
- 14 ottobre - Renato Civelli, ex calciatore argentino
- 14 ottobre - Betty Heidler, martellista tedesca
- 14 ottobre - Vanessa Lane, attrice pornografica statunitense
- 14 ottobre - Lin Dan, ex giocatore di badminton cinese
- 14 ottobre - Richard Mateelong, siepista keniota
- 14 ottobre - Robert Miller, militare statunitense († 2008)
- 14 ottobre - David Oakes, attore britannico
- 14 ottobre - Zeshan Rehman, ex calciatore inglese
- 14 ottobre - Manuel Rosas Arreola, ex calciatore messicano
- 14 ottobre - Jessica Smith, pattinatrice di short track statunitense
- 14 ottobre - Alexander Straub, astista tedesco
- 14 ottobre - Murat Swyumağambetov, ex calciatore kazako
- 14 ottobre - Ingri Aunet Tyldum, ex fondista norvegese
- 14 ottobre - Carolina Varchi, politica italiana
- 14 ottobre - Salvo Vinci, cantautore italiano
- 14 ottobre - Brandon Weeden, ex giocatore di baseball e giocatore di football americano statunitense
- 15 ottobre - André Alves, ex calciatore brasiliano
- 15 ottobre - Bridgette B, attrice pornografica spagnola
- 15 ottobre - Vincenza Calì, velocista italiana
- 15 ottobre - Luciano Pereira Mendes, calciatore brasiliano
- 15 ottobre - Andreas Ivanschitz, ex calciatore austriaco
- 15 ottobre - Ludmila Pagliero, ballerina argentina
- 15 ottobre - La Parfaite Caroline, wrestler canadese
- 15 ottobre - Bruno Senna, ex pilota automobilistico brasiliano
- 15 ottobre - Daniel Wretström, attivista svedese († 2000)
- 16 ottobre - John Afoa, rugbista a 15 neozelandese
- 16 ottobre - Dorji Dema, ex arciera bhutanese
- 16 ottobre - Jorge Iván Estrada, ex calciatore messicano
- 16 ottobre - Cristian Ianu, calciatore rumeno
- 16 ottobre - Philipp Kohlschreiber, ex tennista tedesco
- 16 ottobre - Madeleine Ngono Mani, calciatrice camerunese
- 16 ottobre - Aloys Nong, ex calciatore camerunese
- 16 ottobre - Ramaz Nozadze, ex lottatore georgiano
- 16 ottobre - Kenny Omega, wrestler canadese
- 16 ottobre - Jessica Phoenix, cavallerizza canadese
- 16 ottobre - Sabrina Reghaissia, ex cestista e allenatrice di pallacanestro francese
- 16 ottobre - Loreen, cantante svedese
- 17 ottobre - Michelle Ang, attrice neozelandese
- 17 ottobre - Andrea Bondanini, nuotatore italiano
- 17 ottobre - Pierre Bouby, ex calciatore francese
- 17 ottobre - Cosima Coppola, attrice e danzatrice italiana
- 17 ottobre - Aleksandr D'jačenko, ex ciclista su strada kazako
- 17 ottobre - Sona Jobarteh, cantante e musicista gambiana
- 17 ottobre - Felicity Jones, attrice britannica
- 17 ottobre - Daniel Kajmakoski, cantautore macedone
- 17 ottobre - James Lang, ex cestista statunitense
- 17 ottobre - Fabrice Lapierre, lunghista australiano
- 17 ottobre - Toshihiro Matsushita, ex calciatore giapponese
- 17 ottobre - Jun'ichi Miyashita, ex nuotatore giapponese
- 17 ottobre - Ivan Saenko, ex calciatore russo
- 17 ottobre - Mitch Talbot, giocatore di baseball statunitense
- 17 ottobre - Modesta Vžesniauskaitė, ex ciclista su strada lituana
- 18 ottobre - Dante Bonfim Costa Santos, calciatore brasiliano
- 18 ottobre - Émilie Gomis, ex cestista senegalese
- 18 ottobre - Chris Andre Jespersen, fondista norvegese
- 18 ottobre - Pёtr Nemov, ex calciatore russo
- 18 ottobre - Gökhan Saki, kickboxer, thaiboxer e artista marziale misto olandese
- 19 ottobre - Diego Banti, ex cestista italiano
- 19 ottobre - Clémence Beikes, ex cestista francese
- 19 ottobre - Heidi Caldart, ex hockeista su ghiaccio italiana
- 19 ottobre - Éder Carbonera, pallavolista brasiliano
- 19 ottobre - Alessio, cantautore italiano
- 19 ottobre - Rebecca Ferguson, attrice svedese
- 19 ottobre - Vladimir Gabulov, dirigente sportivo e ex calciatore russo
- 19 ottobre - Joo Jong-hyuk, attore e cantante sudcoreano
- 19 ottobre - Tatu Lauslehto, pilota motociclistico finlandese
- 19 ottobre - James Life, ex cestista statunitense
- 19 ottobre - Andrew Lonergan, calciatore inglese
- 19 ottobre - Alexander Meyer, ex calciatore tedesco
- 19 ottobre - Brenton Rickard, ex nuotatore australiano
- 19 ottobre - Su Huihuang, calciatore macaense
- 19 ottobre - Dimit'ri T'at'anashvili, ex calciatore georgiano
- 19 ottobre - Sara Tomko, attrice statunitense
- 19 ottobre - Jorge Valdivia, ex calciatore cileno
- 19 ottobre - Adrie Visser, ex ciclista su strada olandese
- 19 ottobre - Zhang Xinxin, calciatore cinese
- 20 ottobre - Julija Bejhel'zymer, ex tennista ucraina
- 20 ottobre - Kent Michael Bøe, calciatore e allenatore di calcio norvegese
- 20 ottobre - Nik Caner-Medley, ex cestista statunitense
- 20 ottobre - Flavio Cipolla, ex tennista e allenatore di tennis italiano
- 20 ottobre - Stephan Hocke, ex saltatore con gli sci tedesco
- 20 ottobre - Giacomo Pedini, regista, direttore artistico e saggista italiano
- 20 ottobre - Vincenzo Picardi, pugile italiano
- 20 ottobre - Kevinn Pinkney, ex cestista statunitense
- 20 ottobre - Luis Saritama, ex calciatore ecuadoriano
- 20 ottobre - Alona Tal, attrice e cantante israeliana
- 20 ottobre - Michel Vorm, ex calciatore olandese
- 20 ottobre - Takayuki Yamada, attore e cantante giapponese
- 21 ottobre - Paul Adado, ex calciatore togolese
- 21 ottobre - Hrvoje Ćustić, calciatore croato († 2008)
- 21 ottobre - Oyanaisy Gelis, cestista cubana
- 21 ottobre - Zack Greinke, giocatore di baseball statunitense
- 21 ottobre - Brent Hayden, ex nuotatore canadese
- 21 ottobre - Solomon Henry, calciatore montserratiano
- 21 ottobre - Amara Ouattara, ex calciatore burkinabé
- 21 ottobre - András Rédli, schermidore ungherese
- 21 ottobre - Amber Rose, modella, attrice e stilista statunitense
- 21 ottobre - Swadic Sanudi, ex calciatore malawiano
- 21 ottobre - Courtney Sims, ex cestista statunitense
- 21 ottobre - Charlotte Sullivan, attrice canadese
- 21 ottobre - Marina Tat, ex modella cambogiana
- 21 ottobre - Ninet Tayeb, cantante israeliana
- 21 ottobre - Kasha Terry, ex cestista statunitense
- 21 ottobre - Aaron Tveit, attore e cantante statunitense
- 21 ottobre - Shelden Williams, ex cestista e allenatore di pallacanestro statunitense
- 22 ottobre - David Barlow, ex cestista e allenatore di pallacanestro australiano
- 22 ottobre - Gabriele Di Iorio, pallanuotista italiano
- 22 ottobre - Mark Fotheringham, allenatore di calcio e calciatore scozzese
- 22 ottobre - Giovanni Gasparro, pittore, incisore e scenografo italiano
- 22 ottobre - Plan B, cantante, rapper e attore britannico
- 22 ottobre - Je-Vaughn Watson, ex calciatore giamaicano
- 22 ottobre - Pekka Tuokkola, ex hockeista su ghiaccio finlandese
- 22 ottobre - Taya Valkyrie, wrestler canadese
- 22 ottobre - Nicolas Vallar, calciatore francese
- 23 ottobre - Tomasz Chmielewski, pentatleta polacco
- 23 ottobre - Filippos Darlas, ex calciatore greco
- 23 ottobre - Valentyn Dem'janenko, canoista azero
- 23 ottobre - Alice Fearn, attrice teatrale britannica
- 23 ottobre - Li Furong, ex calciatore macaense
- 23 ottobre - Justin Medlock, giocatore di football americano statunitense
- 23 ottobre - Jason Cunliffe, calciatore statunitense
- 23 ottobre - Daniele Ronda, cantante e compositore italiano
- 23 ottobre - Christopher Williams, astronauta statunitense
- 23 ottobre - Ianis Zicu, allenatore di calcio e ex calciatore rumeno
- 24 ottobre - Chris Ayer, ex cestista statunitense
- 24 ottobre - Mikkel Beckmann, allenatore di calcio e ex calciatore danese
- 24 ottobre - Marius Broening, velocista tedesco
- 24 ottobre - V V Brown, cantante britannica
- 24 ottobre - Chris Colabello, ex giocatore di baseball statunitense
- 24 ottobre - Willie Fa'ataualofa, calciatore samoano americano
- 24 ottobre - Alessio Galante, ex rugbista a 15 italiano
- 24 ottobre - Adrienne Bailon, attrice, cantautrice e conduttrice televisiva statunitense
- 24 ottobre - Davor Lamešić, ex cestista bosniaco
- 24 ottobre - Lucia Manca, cantautrice italiana
- 24 ottobre - Sacha Massot, ex cestista e allenatore di pallacanestro belga
- 24 ottobre - François Morlupi, scrittore italiano
- 24 ottobre - Shiva N'Zigou, ex calciatore gabonese
- 24 ottobre - Sabrina Pignedoli, politica e giornalista italiana
- 24 ottobre - Marco Rizzo, sceneggiatore, fumettista e giornalista italiano
- 25 ottobre - Stanislav Bohuš, ex calciatore ucraino
- 25 ottobre - Victorien Djedje, ex calciatore ivoriano
- 25 ottobre - Almamy Doumbia, ex calciatore ivoriano
- 25 ottobre - Akane Hotaru, attrice, blogger e attrice pornografica giapponese († 2016)
- 25 ottobre - Ivana Jalčová, ex cestista slovacca
- 25 ottobre - Daniele Mannini, ex calciatore italiano
- 25 ottobre - Marien Moreau, pallavolista francese
- 25 ottobre - Taylor Vixen, attrice pornografica statunitense
- 25 ottobre - Yōko di Mikasa, principessa giapponese
- 26 ottobre - Julien Arias, ex rugbista a 15 e allenatore di rugby a 15 francese
- 26 ottobre - Khedafi Djelkhir, pugile francese
- 26 ottobre - Bryan Hopkins, ex cestista statunitense
- 26 ottobre - Houston, rapper e cantante statunitense
- 26 ottobre - Heli Kajo, cantante finlandese
- 26 ottobre - Francisco Liriano, giocatore di baseball dominicano
- 26 ottobre - Paul Marigney, ex cestista statunitense
- 26 ottobre - Paul Martens, ex ciclista su strada tedesco
- 26 ottobre - Folake Olowofoyeku, attrice nigeriana
- 26 ottobre - Gérome Pouvreau, arrampicatore francese
- 26 ottobre - Benjamín Prades, ciclista su strada spagnolo
- 26 ottobre - Marko Radaš, ex calciatore croato
- 26 ottobre - Dmitrij Syčëv, ex calciatore russo
- 26 ottobre - Ai Ueda, triatleta giapponese
- 27 ottobre - Yaqoub Al-Taher, calciatore kuwaitiano
- 27 ottobre - Ali Al-Wehaibi, ex calciatore emiratino
- 27 ottobre - Fabien Barcella, ex rugbista a 15 francese
- 27 ottobre - Marko Dević, ex calciatore serbo
- 27 ottobre - Tanya James, ex attrice pornografica statunitense
- 27 ottobre - Ludovico Nitoglia, ex rugbista a 15 italiano
- 27 ottobre - Kıvanç Tatlıtuğ, attore e modello turco
- 27 ottobre - Franz Wittmann, pilota di rally austriaco
- 27 ottobre - Nïkïta Xoxlov, calciatore kazako
- 28 ottobre - Emmanuele Aita, attore italiano
- 28 ottobre - Radomir Đalović, allenatore di calcio e ex calciatore montenegrino
- 28 ottobre - Reuben Gauci, ex calciatore maltese
- 28 ottobre - Øyvind Hoås, ex calciatore norvegese
- 28 ottobre - Reinier Honig, ciclista su strada e pistard olandese
- 28 ottobre - Jarrett Jack, ex cestista e allenatore di pallacanestro statunitense
- 28 ottobre - Stefano Loddo, canoista italiano
- 28 ottobre - Mario Mercorio, pallavolista italiano
- 28 ottobre - Taras Mychalyk, ex calciatore ucraino
- 28 ottobre - Geoff Parling, ex rugbista a 15 e allenatore di rugby a 15 britannico
- 28 ottobre - Alexandru Pițurcă, ex calciatore rumeno
- 28 ottobre - Antonio Porta Pernigotti, ex cestista e allenatore di pallacanestro argentino
- 28 ottobre - David Tournay, attore francese
- 29 ottobre - Dillon Casey, attore statunitense
- 29 ottobre - Jakub Dłoniak, cestista polacco
- 29 ottobre - Freddy Eastwood, ex calciatore gallese
- 29 ottobre - Dana Eveland, giocatore di baseball statunitense
- 29 ottobre - Malik Fathi, ex calciatore tedesco
- 29 ottobre - Gintaras Leonavičius, ex cestista lituano
- 29 ottobre - Johnny Lewis, attore statunitense († 2012)
- 29 ottobre - Jérémy Mathieu, ex calciatore francese
- 29 ottobre - Olivia Pinheiro, modella colombiana
- 29 ottobre - Nurcan Taylan, ex sollevatrice turca
- 29 ottobre - Damien Varley, rugbista a 15 irlandese
- 29 ottobre - Maria Iole Volpi, calciatrice e allenatrice di calcio italiana
- 29 ottobre - Tanisha Wright, ex cestista e allenatrice di pallacanestro statunitense
- 29 ottobre - Zhang Xiaoni, ex cestista cinese
- 30 ottobre - Brandon Archer, giocatore di football americano statunitense
- 30 ottobre - Chelsea Cooley, modella statunitense
- 30 ottobre - Marco Di Maio, politico italiano
- 30 ottobre - Trent Edwards, ex giocatore di football americano statunitense
- 30 ottobre - Floris Goesinnen, ex ciclista su strada olandese
- 30 ottobre - Ahmad Hayel, calciatore giordano
- 30 ottobre - Wolfgang Hörl, ex sciatore alpino austriaco
- 30 ottobre - Iain Hume, allenatore di calcio e ex calciatore canadese
- 30 ottobre - Benedetta Mazzucchetti, calciatrice italiana
- 30 ottobre - Benjamin Obomanu, giocatore di football americano statunitense
- 30 ottobre - Narit Taweekul, calciatore thailandese
- 30 ottobre - Seda Uslu, ex pallavolista turca
- 30 ottobre - Tomislav Vranjić, ex calciatore croato
- 30 ottobre - Edy Vásquez, calciatore honduregno († 2007)
- 30 ottobre - Ed West, artista marziale misto statunitense
- 31 ottobre - Syrine Ebondo, astista tunisina
- 31 ottobre - Luca Francesconi, pallavolista italiano
- 31 ottobre - Akeem Francis, ex cestista americo-verginiano
- 31 ottobre - Bevan Fransman, ex calciatore sudafricano
- 31 ottobre - Katy French, modella e conduttrice televisiva irlandese († 2007)
- 31 ottobre - Boris Galčev, ex calciatore bulgaro
- 31 ottobre - Aleksandr Igorevič Griščuk, scacchista russo
- 31 ottobre - Badou Jack, pugile svedese
- 31 ottobre - Aleksej Jakimenko, schermidore russo
- 31 ottobre - Christophe Jallet, ex calciatore francese
- 31 ottobre - Sébastien Sejean, ex giocatore di football americano francese
- 31 ottobre - Rob Sirianni, ex hockeista su ghiaccio canadese